# NGC 5168
NGC 5168 (również OCL 905 lub ESO 132-SC10) – gromada otwarta znajdująca się w gwiazdozbiorze Centaura. Odkrył ją John Herschel 16 czerwca 1835 roku. Jest położona w odległości ok. 5,8 tys. lat świetlnych od Słońca.